# Davor Solter
Davor Solter (* 22. März 1941 in Zagreb, Königreich Jugoslawien) ist ein US-amerikanischer Entwicklungsbiologe und ehemaliger Direktor des Max-Planck-Instituts für Immunbiologie in Freiburg im Breisgau.

## Leben
Davor Solter erwarb 1965 einen M.D., 1968 einen Master und 1971 einen Ph.D. in Biologie an der Universität Zagreb, wo er auch erste Lehrverpflichtungen hatte. 1973 wechselte er an das Wistar Institute, ein unabhängiges biomedizinisches Forschungsinstitut in Philadelphia, Pennsylvania. 1981 erhielt er zusätzlich eine Professur an der University of Pennsylvania. 1991 wurde er Mitglied der Max-Planck-Gesellschaft und Direktor des Max-Planck-Instituts für Immunbiologie in Freiburg im Breisgau, eine Position, die er bis 2006 innehatte. Von 2008 bis 2013 hatte er im Rahmen einer Kooperation mit der Duke University (Duke-NUS Graduate Medical School Singapore) eine Professur an der Nationaluniversität Singapur (NUS) in Singapur inne. Seit 2014 ist er Gastprofessor an der Medizinischen Fakultät der Mahidol-Universität in der Nähe von Bangkok, Thailand.
Seit 2024 zählt der Medienkonzern Clarivate ihn aufgrund der Zahl der Zitationen zu den Favoriten auf einen Nobelpreis (Clarivate Citation Laureates).

## Wirken
Davor Solter konnte wesentliche Beiträge zur Entwicklungsbiologie der Säugetiere leisten. Dazu gehören die Differenzierung der Keimblätter, die Rolle von Molekülen auf der Zelloberfläche bei der Regulation früher Entwicklungsschritte, Biologie und Genetik von Teratokarzinomen, die Biologie embryonaler Stammzellen, genetisches Imprinting und Klonierung. Neuere Arbeiten befassen sich mit genetischen und epigenetischen Mechanismen, die die Entwicklung von Maus-Embryonen in der Prä-Implantationsphase regulieren, und mit der Umprogrammierung menschlicher embryonaler Stammzellen.

## Auszeichnungen (Auswahl)
- 1992 Mitgliedschaft in der Academia Europaea[2]
- 1994 Mitgliedschaft in der American Academy of Arts and Sciences[3]
- 1994 Mitglied der European Molecular Biology Organization
- 1998 March of Dimes Prize in Developmental Biology[4]
- 2007 Rosenstiel Award[5]
- 2018 Canada Gairdner International Award
- 2022 Mendel Medal der Genetics Society[6]